# Pierre Migisha
Pierre Migisha (Leuven, 26 augustus 1971) is een Belgisch politicus voor Les Engagés en haar voorloper cdH.

## Levensloop
Migisha, die Congolese roots heeft, behaalde in 1994 het diploma van licentiaat in de journalistiek aan de ULB. Hij begon zijn loopbaan als freelance sportjournalist, van 1989 tot 1990 bij La Libre Belgique en van 1990 tot 1992 bij Canal+ en Le Soir. Van 1990 tot 1998 was hij eveneens journalist en sportcommentator voor radio en televisie bij de commerciële zender RTL-TVI, eerst als freelancer en na het behalen van zijn diploma vanaf 1994 met een vast contract. Vervolgens was hij van 1998 tot 2000 adjunct-manager van de communicatiedienst en woordvoerder van de organisatie van UEFA Euro 2000, het Europees kampioenschap voetbal van 2000 dat in België en Nederland werd georganiseerd. Nadien hernam Migisha zijn activiteiten als journalist en sportcommentator bij RTL-TVI. Daarnaast werd hij Match Agent, van 2013 tot 2015 bij de Europese voetbalbond UEFA en vanaf 2015 bij de internationale voetbalbond FIFA.
In april 2009 verliet Migisha de journalistiek om politiek actief te worden voor het toenmalige cdH en op te komen bij de Brusselse en Europese verkiezingen van juni 2009. Hij werd verkozen in het Brussels Hoofdstedelijk Parlement en zetelde er tot in mei 2014, toen hij niet werd herkozen. Van 2009 tot 2013 was Migisha tevens lid van het Parlement van de Franse Gemeenschap, waar hij van 2009 tot 2012 zitting had in de commissie Jeugd en Jeugdhulp en van 2012 tot 2013 vicevoorzitter was van de commissie Financiën, Begroting, Comptabiliteit en Sport. Op lokaal niveau was hij van 2012 tot 2018 gemeenteraadslid van Anderlecht en sinds 2024 zetelt hij in de gemeenteraad van Koekelberg.
Na zijn periode in het parlement werkte Migisha van 2014 tot 2019 woordvoerder op het kabinet van Brussels staatssecretaris Bianca Debaets en daarna was hij van 2019 tot 2024  parlementair medewerker van Debaets in het Brussels Hoofdstedelijk Parlement. Sinds 2024 is hij woordvoerder van Didier Wauters, schepen in de stad Brussel.